# Перт (Шотландія)
Перт (англ. Perth, шотл. Perth, шотл. гел. Peairt) — місто в центрі Шотландії, адміністративний центр області Перт-і-Кінросс.
Населення міста становить 43 680 осіб (2006).

## Персоналії
- Джон Бакен Твідсмур (1875—1940) — шотландський письменник, політик, дипломат, 15-й Генерал-губернатор Канади.